# Lijst van brutoformules Os-Ru
Dit lemma is onderdeel van de lijst van brutoformules. Op deze pagina zijn de brutoformules verzameld van Os t/m Ru.

## Os
| Brutoformule                  | Gewone formule                | Naam |
| ----------------------------- | ----------------------------- | --- |
| {\displaystyle {\ce {Os}}}    | {\displaystyle {\ce {Os}}}    | Osmium |
| {\displaystyle {\ce {Os}}}    | {\displaystyle {\ce {Os}}}    | Isotopen van osmium 162Os · 163Os · 164Os · 165Os · 166Os · 167Os · 168Os · 169Os · 170Os · 171Os 172Os · 173Os · 174Os · 175Os · 176Os · 177Os · 178Os · 179Os · 180Os · 181Os 182Os · 183Os · 184Os · 185Os · 186Os · 187Os · 188Os · 189Os · 190Os · 191Os 192Os · 193Os · 194Os · 195Os · 196Os · 197Os |
| {\displaystyle {\ce {Os}}}    | {\displaystyle {\ce {Os}}}    | Osmiumhoudend mineraal |
| {\displaystyle {\ce {OsO2}}}  | {\displaystyle {\ce {OsO2}}}  | Osmiumdioxide |
| {\displaystyle {\ce {OsO4}}}  | {\displaystyle {\ce {OsO4}}}  | Osmiumtetraoxide |
| {\displaystyle {\ce {OsCl4}}} | {\displaystyle {\ce {OsCl4}}} | Osmium(IV)chloride |

## P
| Brutoformule                        | Gewone formule                | Naam |
| ----------------------------------- | ----------------------------- | --- |
| {\displaystyle {\ce {P}}}           | {\displaystyle {\ce {P}}}     | Fosfor; rode fosfor; witte fosfor |
| {\displaystyle {\ce {P}}}-isotopen  | {\displaystyle {\ce {P}}}     | Isotopen van fosfor 24P · 25P · 26P · 27P · 28P · 29P · 30P · 31P · 32P · 33P 34P · 35P · 36P · 37P · 38P · 39P · 40P · 41P · 42P · 43P 44P · 45P · 46P |
| {\displaystyle {\ce {P}}}-mineralen | {\displaystyle {\ce {P}}}     | Fosforhoudend mineraal |
| {\displaystyle {\ce {P2S5}}}        | {\displaystyle {\ce {P2S5}}}  | Fosforpentasulfide ~ IUPAC: difosforpentasulfide |
| {\displaystyle {\ce {P2Zn3}}}       | {\displaystyle {\ce {Zn3P2}}} | Zinkfosfide |
| {\displaystyle {\ce {P4S3}}}        | {\displaystyle {\ce {P4S3}}}  | Fosforsesquisulfide |
| {\displaystyle {\ce {P4S10}}}       | {\displaystyle {\ce {P4S10}}} | Fosforsulfide ~ IUPAC: tetrafosfordecasulfide ~ dimeer van difosoforpentasulfide ~ in de bereiding van Lawessons reagens                                |

## Pb
| Brutoformule                         | Gewone formule                     | Naam |
| ------------------------------------ | ---------------------------------- | --- |
| {\displaystyle {\ce {Pb}}}           | {\displaystyle {\ce {Pb}}}         | Lood ~ Herkenningsreactie ~ als parameter in verontreinigingsklasse |
| {\displaystyle {\ce {Pb}}}-isotopen  | {\displaystyle {\ce {Pb}}}         | Isotopen van lood 178Pb · 179Pb · 180Pb · 181Pb · 182Pb · 183Pb · 184Pb · 185Pb · 186Pb · 187Pb 188Pb · 189Pb · 190Pb · 191Pb · 192Pb · 193Pb · 194Pb · 195Pb · 196Pb · 197Pb 198Pb · 199Pb · 200Pb · 201Pb · 202Pb · 203Pb · 204Pb · 205Pb · 206Pb · 207Pb 208Pb · 209Pb · 210Pb · 211Pb · 212Pb · 213Pb · 214Pb · 215Pb |
| {\displaystyle {\ce {Pb}}}-mineralen | {\displaystyle {\ce {Pb}}}         | Loodhoudend mineraal |
| {\displaystyle {\ce {PbS}}}          | {\displaystyle {\ce {PbS}}}        | Lood(II)sulfide Galeniet ook bekend als galena of loodglans |
| {\displaystyle {\ce {PbSe}}}         | {\displaystyle {\ce {PbSe}}}       | Lood(II)selenide ~ lijkt op lood(II)sulfide |
| {\displaystyle {\ce {PbTe}}}         | {\displaystyle {\ce {PbTe}}}       | Lood(II)telluride ~ als altaiet ~ lijkt op lood(II)sulfide |
| {\displaystyle {\ce {Pb5Sb4S11}}}    | {\displaystyle {\ce {Pb5Sb4S11}}}  | Boulangeriet |
| {\displaystyle {\ce {Pb9S42Sb22}}}   | {\displaystyle {\ce {Pb9Sb22S42}}} | Zinkeniet |

## Pd
| Brutoformule                         | Gewone formule             | Naam |
| ------------------------------------ | -------------------------- | --- |
| {\displaystyle {\ce {Pd}}}           | {\displaystyle {\ce {Pd}}} | Palladium ~ in: palladium-waterstofelektrode, palladium op koolstof, witgoud |
| {\displaystyle {\ce {Pd-isotopen}}}  | {\displaystyle {\ce {Pd}}} | Isotopen van palladium 91Pd · 92Pd · 93Pd · 94Pd · 95Pd · 96Pd · 97Pd · 98Pd · 99Pd · 100Pd 101Pd · 102Pd · 103Pd · 104Pd · 105Pd · 106Pd · 107Pd · 108Pd · 109Pd · 110Pd 111Pd · 112Pd · 113Pd · 114Pd · 115Pd · 116Pd · 117Pd · 118Pd · 119Pd · 120Pd 121Pd · 122Pd · 123Pd · 124Pd |
| {\displaystyle {\ce {Pd-mineralen}}} | {\displaystyle {\ce {Pd}}} | Palladiumhoudend mineraal |

## Pm
| Brutoformule                        | Gewone formule             | Naam |
| ----------------------------------- | -------------------------- | --- |
| {\displaystyle {\ce {Pm}}}          | {\displaystyle {\ce {Pm}}} | Promethium |
| {\displaystyle {\ce {Pm-Isotopen}}} | {\displaystyle {\ce {Pm}}} | Isotopen van promethium 126Pm · 127Pm · 128Pm · 129Pm · 130Pm · 131Pm · 132Pm · 133Pm · 134Pm · 135Pm 136Pm · 137Pm · 138Pm · 139Pm · 140Pm · 141Pm · 142Pm · 143Pm · 144Pm · 145Pm 146Pm · 147Pm · 148Pm · 149Pm · 150Pm · 151Pm · 152Pm · 153Pm · 154Pm · 155Pm 156Pm · 157Pm · 158Pm · 159Pm · 160Pm · 161Pm · 162Pm · 163Pm |
| {\displaystyle {\ce {Pm-Isotopen}}} | {\displaystyle {\ce {Pm}}} | Promethiumhoudend mineraal |

## Pt
| Brutoformule                         | Gewone formule                         | Naam |
| ------------------------------------ | -------------------------------------- | --- |
| {\displaystyle {\ce {Pt}}}           | {\displaystyle {\ce {Pt}}}             | Platina ~ in nitinol |
| {\displaystyle {\ce {Pt}}}-isotopen  | {\displaystyle {\ce {Pt}}}             | Isotopen van platina 166Pt · 167Pt · 168Pt · 169Pt · 170Pt · 171Pt · 172Pt · 173Pt · 174Pt · 175Pt 176Pt · 177Pt · 178Pt · 179Pt · 180Pt · 181Pt · 182Pt · 183Pt · 184Pt · 185Pt 186Pt · 187Pt · 188Pt · 189Pt · 190Pt · 191Pt · 192Pt · 193Pt · 194Pt · 195Pt 196Pt · 197Pt · 198Pt · 199Pt · 200Pt · 201Pt · 202Pt |
| {\displaystyle {\ce {Pt}}}-mineralen | {\displaystyle {\ce {Pt}}}             | Platinahoudend mineraal |
| {\displaystyle {\ce {PtS}}}          | {\displaystyle {\ce {PtS}}}            | Platina(II)sulfide |
| {\displaystyle {\ce {PtS15}}}        | {\displaystyle {\ce {[Pt(S5)3]^{2-}}}} | tris(pentasulfide)platina-dianion ~ als polysulfide |

## Pu
| Brutoformule                        | Gewone formule             | Naam |
| ----------------------------------- | -------------------------- | --- |
| {\displaystyle {\ce {Pu}}}          | {\displaystyle {\ce {Pu}}} | Plutonium ~ in bereiding curium, neptunium |
| {\displaystyle {\ce {Pu}}}-isotopen | {\displaystyle {\ce {Pu}}} | Isotopen van plutonium 228Pu · 229Pu · 230Pu · 231Pu · 232Pu · 233Pu · 234Pu · 235Pu · 236Pu · 237Pu 238Pu · 239Pu · 240Pu · 241Pu · 242Pu · 243Pu · 244Pu · 245Pu · 246Pu · 247Pu |

## Ra
| Brutoformule                        | Gewone formule             | Naam |
| ----------------------------------- | -------------------------- | --- |
| {\displaystyle {\ce {Ra}}}          | {\displaystyle {\ce {Ra}}} | Radium |
| {\displaystyle {\ce {Ra}}}-isotopen | {\displaystyle {\ce {Ra}}} | Isotopen van radium 202Ra · 203Ra · 204Ra · 205Ra · 206Ra · 207Ra · 208Ra · 209Ra · 210Ra · 211Ra 212Ra · 213Ra · 214Ra · 215Ra · 216Ra · 217Ra · 218Ra · 219Ra · 220Ra · 221Ra 222Ra · 223Ra · 224Ra · 225Ra · 226Ra · 227Ra · 228Ra · 229Ra · 230Ra · 231Ra 232Ra · 233Ra · 234Ra |

## Rb
| Brutoformule                         | Gewone formule             | Naam |
| ------------------------------------ | -------------------------- | --- |
| {\displaystyle {\ce {Rb}}}           | {\displaystyle {\ce {Rb}}} | Rubidium : ~ uit lepidoliet |
| {\displaystyle {\ce {Rb}}}-isotopen  | {\displaystyle {\ce {Rb}}} | Isotopen van rubidium 71Rb · 72Rb · 73Rb · 74Rb · 75Rb · 76Rb · 77Rb · 78Rb · 79Rb · 80Rb 81Rb · 82Rb · 83Rb · 84Rb · 85Rb · 86Rb · 87Rb · 88Rb · 89Rb · 90Rb 91Rb · 92Rb · 93Rb · 94Rb · 95Rb · 96Rb · 97Rb · 98Rb · 99Rb · 100Rb 101Rb · 102Rb |
| {\displaystyle {\ce {Rb}}}-mineralen | {\displaystyle {\ce {Rb}}} | Rubidiumhoudend mineraal |

## Re
| Brutoformule                        | Gewone formule               | Naam |
| ----------------------------------- | ---------------------------- | --- |
| {\displaystyle {\ce {Re}}}          | {\displaystyle {\ce {Re}}}   | Renium ~ uit molybdeniet |
| {\displaystyle {\ce {Re}}}-isotopen | {\displaystyle {\ce {Re}}}   | Isotopen van renium 160Re · 161Re · 162Re · 163Re · 164Re · 165Re · 166Re · 167Re · 168Re · 169Re 170Re · 171Re · 172Re · 173Re · 174Re · 175Re · 176Re · 177Re · 178Re · 179Re 180Re · 181Re · 182Re · 183Re · 184Re · 185Re · 186Re · 187Re · 188Re · 189Re 190Re · 191Re · 192Re · 193Re · 194Re |
| {\displaystyle {\ce {Re}}}mineralen | {\displaystyle {\ce {Re}}}   | Reniumhoudend mineraal |
| {\displaystyle {\ce {ReS2}}}        | {\displaystyle {\ce {ReS2}}} | Reniumsulfide ~ Ook wel: koeriliet, rheniiet |

## Rf
| Brutoformule                        | Gewone formule             | Naam |
| ----------------------------------- | -------------------------- | --- |
| {\displaystyle {\ce {Rf}}}          | {\displaystyle {\ce {Rf}}} | Rutherfordium |
| {\displaystyle {\ce {Rf}}}-isotopen | {\displaystyle {\ce {Rf}}} | Isotopen van rutherfordium 253Rf · 254Rf · 255Rf · 256Rf · 257Rf · 258Rf · 259Rf · 260Rf · 261Rf · 262Rf 263Rf · 265Rf@ · 265Rf · 266Rf · 267Rf · 268Rf @: isotoop (nog) niet beschreven in de literatuur (december 2021) |

## Rg
| Brutoformule                        | Gewone formule             | Naam |
| ----------------------------------- | -------------------------- | --- |
| {\displaystyle {\ce {Rg}}}          | {\displaystyle {\ce {Rg}}} | Röntgenium |
| {\displaystyle {\ce {Rg}}}-isotopen | {\displaystyle {\ce {Rg}}} | Isotopen van röntgenium 272Rg · 273Rg@ · 274Rg@ · 275Rg@ · 276Rg@ · 277Rg@ · 278Rg · 279Rg · 280Rg · 281Rg · 282Rg @: isotoop (nog) niet beschreven in de literatuur (december 2021) |

## Rh
| Brutoformule                         | Gewone formule             | Naam |
| ------------------------------------ | -------------------------- | --- |
| {\displaystyle {\ce {Rh}}}           | {\displaystyle {\ce {Rh}}} | Rodium |
| {\displaystyle {\ce {Rh-isotopen}}}  | {\displaystyle {\ce {Rh}}} | Isotopen van rodium 89Rh · 90Rh · 91Rh · 92Rh · 93Rh · 94Rh · 95Rh · 96Rh · 97Rh · 98Rh 99Rh · 100Rh · 101Rh · 102Rh · 103Rh · 104Rh · 105Rh · 106Rh · 107Rh · 108Rh 109Rh · 110Rh · 111Rh · 112Rh · 113Rh · 114Rh · 115Rh · 116Rh · 117Rh · 118Rh 119Rh · 120Rh · 121Rh · 122Rh |
| {\displaystyle {\ce {Rh-mineralen}}} | {\displaystyle {\ce {Rh}}} | Rodiumhoudend mineraal |

## Rn
| Brutoformule                        | Gewone formule             | Naam |
| ----------------------------------- | -------------------------- | --- |
| {\displaystyle {\ce {Rn}}}          | {\displaystyle {\ce {Rn}}} | Radon |
| {\displaystyle {\ce {Rn}}}-isotopen | {\displaystyle {\ce {Rn}}} | Isotopen van radon 195Rn · 196Rn · 197Rn · 198Rn · 199Rn · 200Rn · 201Rn · 202Rn · 203Rn · 204Rn 205Rn · 206Rn · 207Rn · 208Rn · 209Rn · 210Rn · 211Rn · 212Rn · 213Rn · 214Rn 215Rn · 216Rn · 217Rn · 218Rn · 219Rn · 220Rn · 221Rn · 222Rn · 223Rn · 224Rn 225Rn · 226Rn · 227Rn · 228Rn · 229Rn |

## Ru
| Brutoformule                         | Gewone formule             | Naam |
| ------------------------------------ | -------------------------- | --- |
| {\displaystyle {\ce {Ru}}}           | {\displaystyle {\ce {Ru}}} | Ruthenium |
| {\displaystyle {\ce {Ru}}}-isotopen  | {\displaystyle {\ce {Ru}}} | Isotopen van ruthenium 87Ru · 88Ru · 89Ru · 90Ru · 91Ru · 92Ru · 93Ru · 94Ru · 95Ru · 96Ru 97Ru · 98Ru · 99Ru · 100Ru · 101Ru · 102Ru · 103Ru · 104Ru · 105Ru · 106Ru 107Ru · 108Ru · 109Ru · 110Ru · 111Ru · 112Ru · 113Ru · 114Ru · 115Ru · 116Ru 117Ru · 118Ru · 119Ru · 120Ru |
| {\displaystyle {\ce {Ru}}}-mineralen | {\displaystyle {\ce {Ru}}} | Rutheniumhoudend mineraal |
| {\displaystyle {\ce {RuS2}}}         | {\displaystyle {\ce {Ru}}} | Ruthenium(IV)sulfide ~ als Lauriet |